# دونات
المَبْرُومَة أو الدونات أو كعكة محلاة مقلية أو كعكة حلقية مُحلاة (بالإنجليزية: doughnut)‏ هي نوع من المعجنات تقلى بالزيت وتحلى 

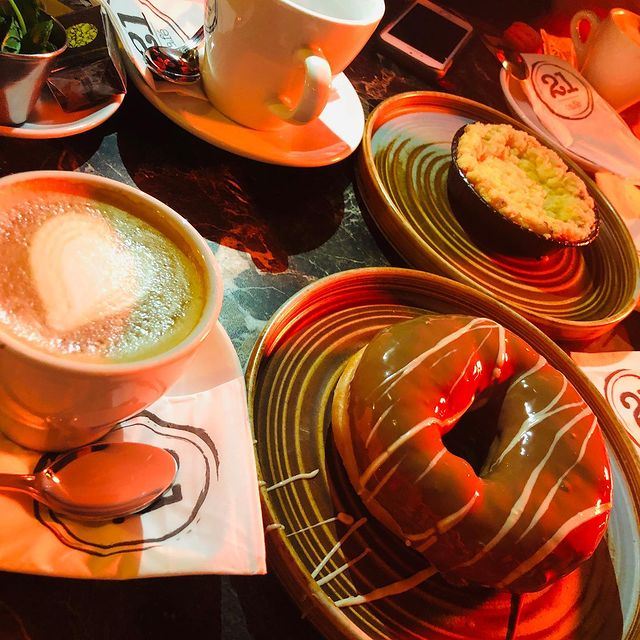

بالمربى، الجلي، الكريمة، النشا أو اية محليات أخرى. وتتخذ عادة الشكل الدائري المجوف أو المصمت.

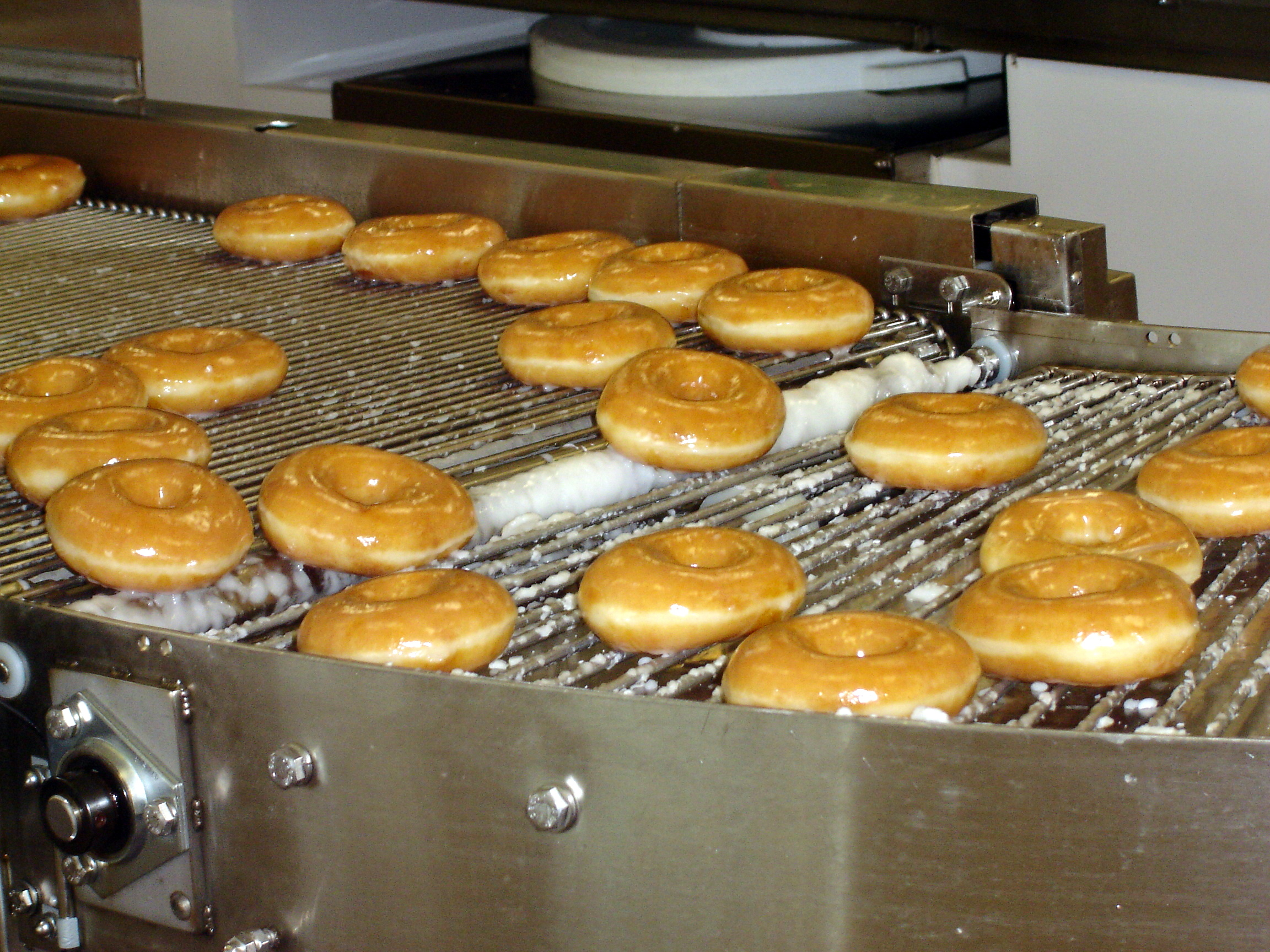
دونات معروضة في محل مشهور في سيدني، أستراليا.

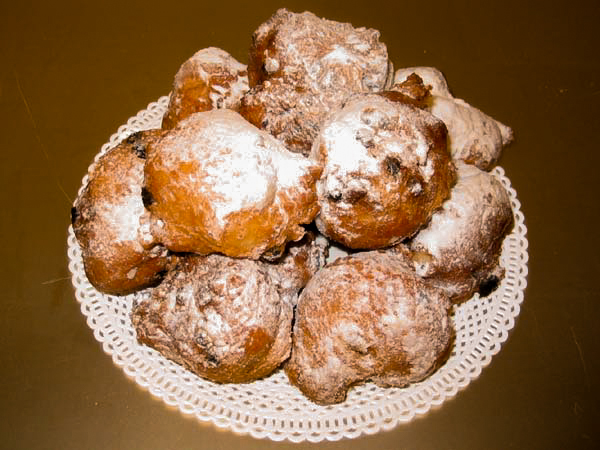
دونات هولندية

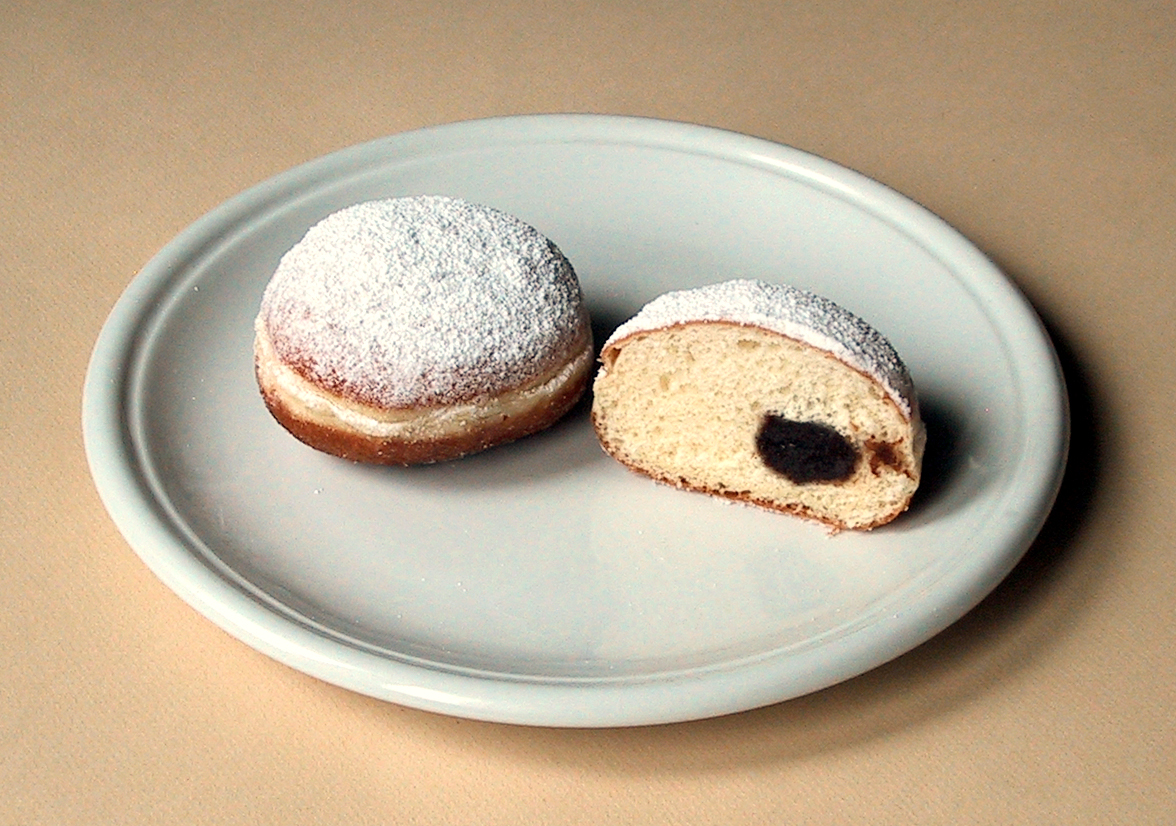
دونات ألمانية

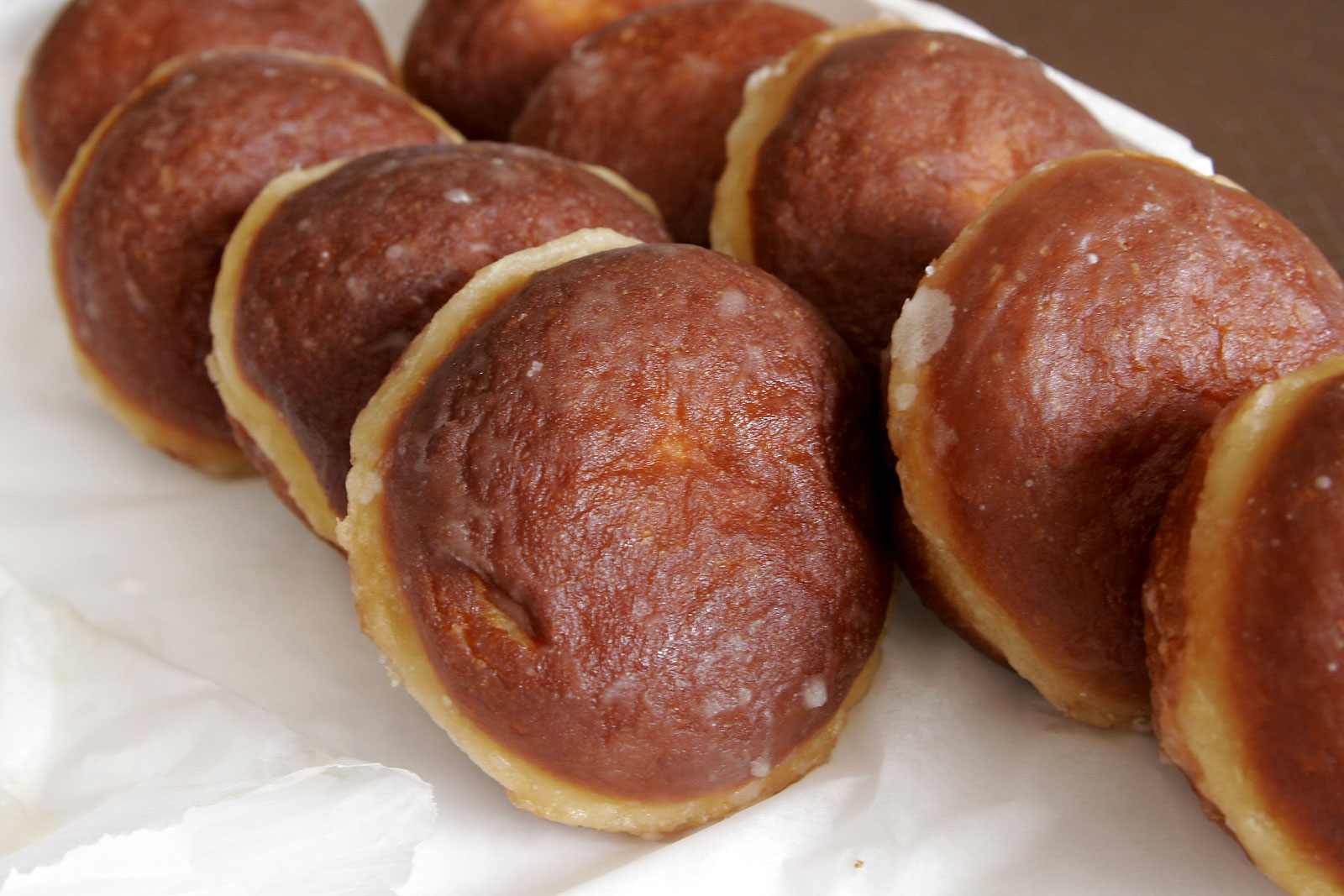
دونات بولندية

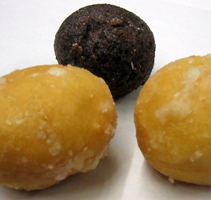
دونات معروضة في أحد المحلات المشهورة في كندا

## المعلومات الغذائية
تحضر الدونات من الدقيق، البيض، الحليب، السكر، الزبدة، الخميرة، القرفة والملح. تحتوي قطعة الدونات (50غ تقريباً)، بحسب موقع شهية، على المعلومات الغذائية التالية:
- السعرات الحرارية: 183
- الدهون: 8
- الدهون المشبعة: 5
- الكوليسترول: 20
- الكاربوهيدرات: 24
- البروتينات: 4

مع العلم أنه لم يتم احتساب الزيت للتحمير

## معرض الصور

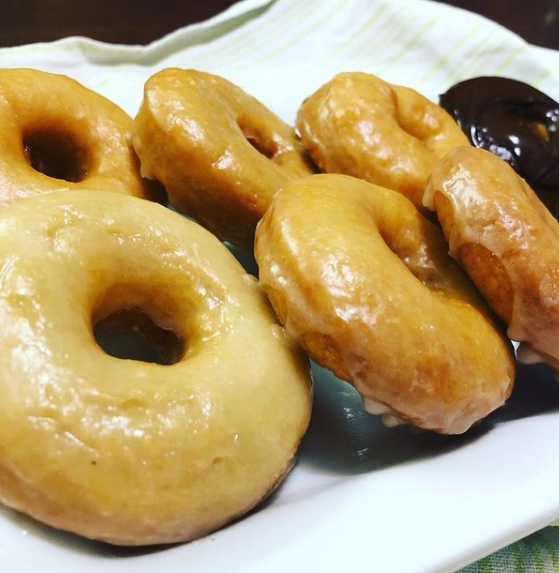
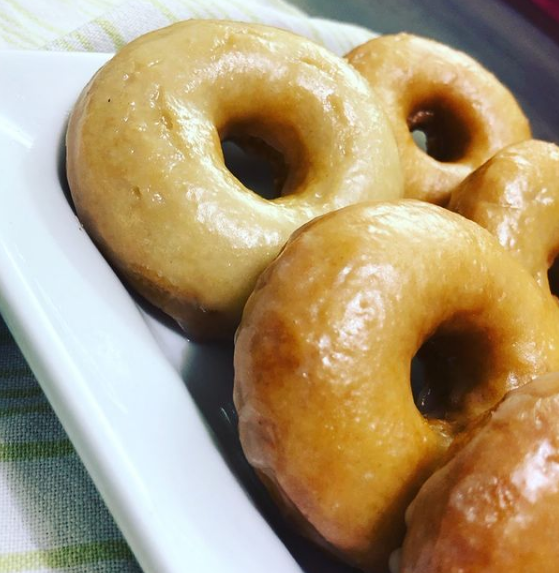

## وصلات خارجية
- TimeOut NY article on New York's versions of international doughnuts
- وصفة الدونات مع معلوماتها الغذائية
- وصفة الدونات المخبوزة
- طريقة عمل الدونات منشور 29 مايو، 2020 - وصفات طبخ